# Hey, Hey Helen

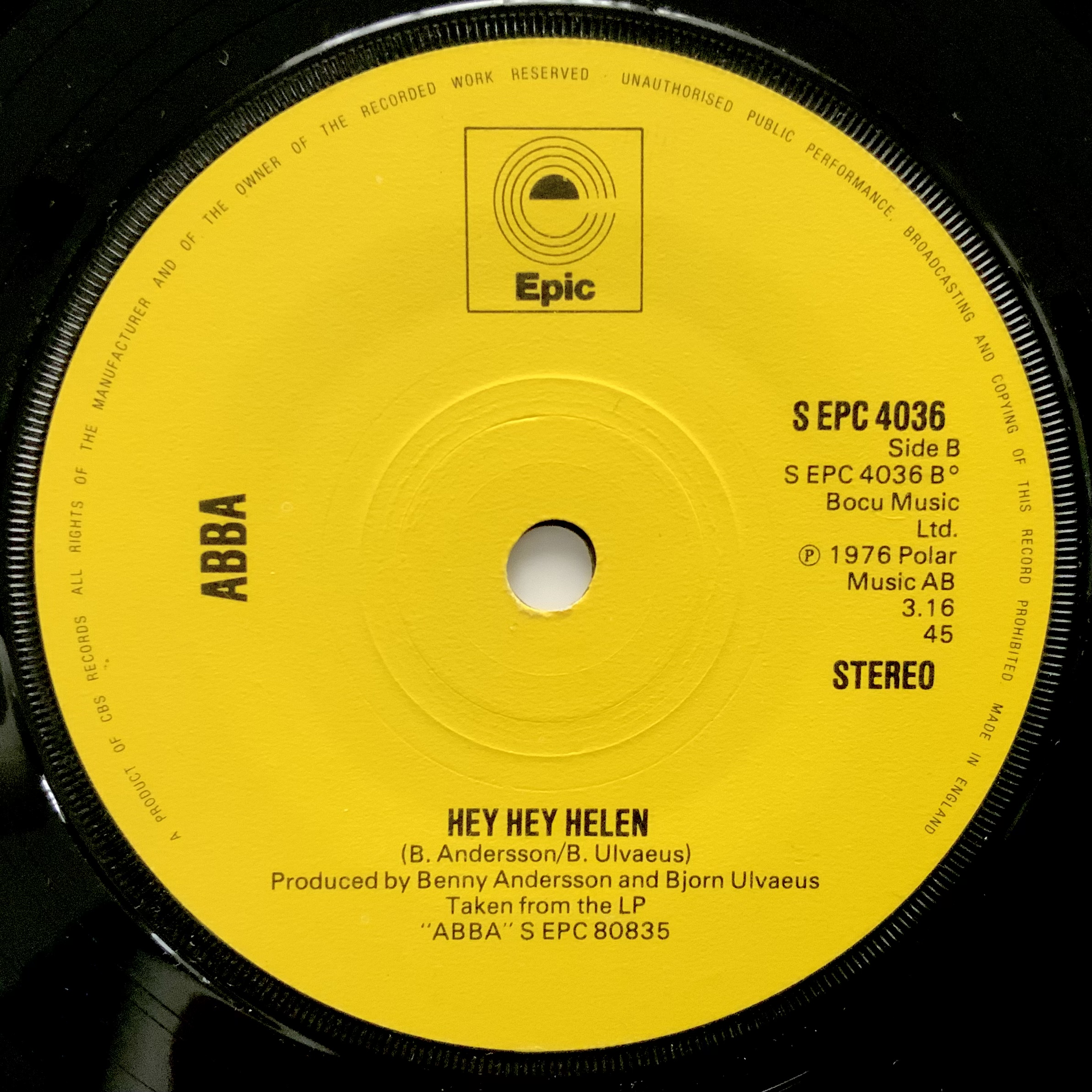
Disco con Hey Hey Helen distribuido en el Reino Unido por Epic. La otra cara del disco contiene la canción "Fernando".

«Hey, Hey Helen» es una canción de ABBA, presentada en su álbum ABBA (1975).

## Composición
La canción pertenece al género del rock and roll.

## Análisis
George Starostin Reviewa dice que la canción tiene "letras perfectamente tolerables sobre la ruptura de unua familia" desde una perspectiva antifeminista. PopDose dice "Helen tomó una posición adulta en el tema del divorcio y la maternidad solitaria en un momento en el que la tasa de divorcio se había incrementado. Al principio, las letras parecen un poco críticas, hasta llegar a la última parte del coro donde las chicas aseguran que la nueva madre soltera puede, de hecho, hacerlo sola".

## Versiones
Lush hizo una versión de la canción para su álbum Gala en 1990.

## Recepción crítica
El Trouser Press record guide describió la canción como "oscura". OneWeekOneBand dijo "Lo mejor de esta canción - Ok. Aparte del riff- es donde las letras dicen "¿Puedes hacerlo sola?", y la respuesta de respaldo dice "Sí, si puede" y para demostrarlo, la canción entra en un DESGLOSE, el único en todo el repertorio de ABBA".  George Starostin Reviews dice que la canción es "bastante memorable", y añade que es "como el 'heavy metal' de Waterloo habría sonado "si se le hubiera dado más sonidos de 'ABBA'. Añade "los riffs de la guitarra en esta, no me molestan en lo más mínimo, ya que nunca tratan de sonar aburridos o "ominosos": Sólo hacen hincapié en el poder de la melodía, que es, en mi opinión, es un clásico ABBA altamente subestimado, con todos esos riffs, un solo y sintetizador rítmico pegadizo, un patrón de batería maravilloso". PopDose describe la canción como "uno de los primeros atisbos de que ABBA eran algo más que un mero grupo de pop estándar". Se preguntó entonces por qué la canción no fue incluida en el musical Mamma Mia teniendo en cuenta que su tema principal era el mismo que la canción. La respuesta fue que ella no era lo suficientemente popular. Sin embargo, se observa que "el grupo la cantó para algunas apariciones en televisión de la época, por ejemplo "el Concierto de Rock de Don Kirshner "en 1975".